# New Hampton (Iowa)
New Hampton és una població dels Estats Units a l'estat d'Iowa. Segons el cens del 2000 tenia 3.692 habitants.

## Demografia
Segons el cens del 2000, New Hampton tenia 3.692 habitants, 1.545 habitatges, i 976 famílies. La densitat de població era de 491,5 habitants/km².
Per edats la població es repartia de la següent manera: un 23,1% tenia menys de 18 anys, un 7,3% entre 18 i 24, un 25,2% entre 25 i 44, un 21,6% de 45 a 60 i un 22,8% 65 anys o més.
L'edat mediana era de 41 anys. Per cada 100 dones de 18 o més anys hi havia 82,5 homes.
La renda mediana per habitatge era de 40.082 $ i la renda mediana per família de 50.360 $. Els homes tenien una renda mediana de 33.125 $ mentre que les dones 21.217 $. La renda per capita de la població era de 20.255 $. Entorn del 3,9% de les famílies i el 6,1% de la població estaven per davall del llindar de pobresa.

## Poblacions més properes
El següent diagrama mostra les poblacions més properes.